# 薩姆納 (內布拉斯加州)
薩姆納（英語：Sumner）是位於美國內布拉斯加州道生縣的村。

## 人口
根據2020年美國人口普查的數據，薩姆納的面積為0.76平方千米，皆為陸地。當地共有人口252人，而人口密度為每平方千米332人。